# IC 992
IC 992 је спирална галаксија у сазвјежђу Дјевица која се налази на листи објеката дубоког неба у Индекс каталогу.
Деклинација објекта је + 0° 53' 26" а ректасцензија 14h 18m 14,8s. Привидна величина (магнитуда) објекта IC 992 износи 13,9 а фотографска магнитуда 14,6. IC 992 је још познат и под ознакама UGC 9147, MCG 0-36-33, CGCG 18-114, IRAS 14156+0107, PGC 51090.